# Морель де Шедевиль, Этьен
Этьен Морель де Шедевиль (фр. Étienne Morel de Chédeville или Chefdeville; 10 октября 1751 — 13 июля 1814) — французский драматург, либреттист и театральный деятель.
Наиболее известен своим сотрудничеством с Андре Гретри: Морелю принадлежат либретто к операм Гретри «Караван из Каира» (1783), «Панург на острове фонарей» (1785) и «Аспазия» (1789). Кроме того, Морель сотрудничал с Людвигом Венцелем Лахнитом, в том числе как либреттист его оратории «Саул» (1805) и оперы «Таинства Изиды» (фр. Les Mystères d'Isis; 1801) — весьма вольной адаптации «Волшебной флейты» Вольфганга Амадея Моцарта; Гектор Берлиоз, подвергший это последнее сочинение яростной критике («Моцарт убит Лахнитом»), считал именно либреттиста инициатором всей затеи. Среди других работ Мореля — оперы Лефруа де Меро «Александр в Индии» (1783), Франсуа Андре Филидора «Фемистокл» (1785), Петера фон Винтера «Тамерлан» (1802), Винченцо Фьокки «Софокл» (1811). В 1802—1803 гг. Морель де Шедевиль возглавлял Парижскую оперу.